# Henicorhynchus ornatipinnis
Henicorhynchus ornatipinnis es una especie de peces de la familia de los Cyprinidae en el orden de los Cypriniformes.

## Morfología
Los machos pueden llegar alcanzar los 9,5 cm de longitud total.
- Número de  vértebras:33-35.[1][2]

## Hábitat
Es un pez de agua dulce y de clima tropical

## Distribución geográfica
Se encuentran en Asia:  cuenca del río Mekong.